# 마루호촌
마루호촌(丸穂村)은 에히메현 기타우와군에 설치된 촌이다. 